# Rajon Schewtschenko (Tscherniwzi)
Rajon Schewtschenko (ukrainisch Шевченківський район/Schewtschenkiwskyj rajon; russisch Шевченковский район/Schewtschenkowski rajon) ist ein ehemaliger Stadtrajon der Stadt Czernowitz in der Oblast Tscherniwzi, in der West-Ukraine.
Der Rajon umfasst den südwestlichen Teil des Stadtgebiets von Czernowitz (südlich des Pruths und vom östlichen Stadtrajon Perschotrawnewe durch die Fernstraße M 19 getrennt) und wurde am 4. Januar 1965 begründet. Der heutige Name wurde erst am 9. Juli 2003 zu Ehren des ukrainischen Nationaldichters Taras Schewtschenko vergeben, bis dahin hieß er Rajon Lenin.
Am 26. März 2015 fasste der Stadtrat den Beschluss über die Auflösung der Rajone, am 1. Dezember 2016 wurde der Schritt dann auch formell umgesetzt.
Folgende ehemalige Vororte und Stadtteile umfasst der Rajon: westliche Innere Stadt, Roscha (Роша, früher deutsch Rosch), Stynka (Стинка), Klokutschka (Клокучка) und Manasteryska.